# インフォプラス
株式会社インフォプラス（英: INFOPLUS, Inc.）は、東京都新宿区に本社を置く独立系ソフトウェア開発企業である。特に、Eコマース事業者の支援にフォーカスし、サイト構築から運営代行まで行っている。

## 概要
株式会社インフォプラスは、楡井康哲が「SOMETHING NEW: ICTで新しいものを創造し続け、100年続く企業として社会に貢献していく」ことを理念として、2018年（平成30年）2月に新宿区で創業した。新宿に本社機能を置くが、他に福岡にも開発と制作の拠点がある。
Eコマースという業態のスタートアップから成長ステージでのコンサルティング、ECプラットフォームなどのソフトウェア開発、クリエイティブ制作などの運営代行まで、Eコマース事業者に向けたソリューションを提供している。ECプラットフォームでは、カスタマイズ可能な「EC4U+」や「Cross Commerce (クロコマ)」を提供。楽天市場でA/Bテストのできる「ABテスタ for 楽天市場」や、コンサルタントの一部ノウハウを無償公開する「SALEリマインダ」など独自にシステム開発を行っている。また、
Eコマース事業者の計画立案から制作・サイト解析までを支援する「運営代行.shop」サービスがある。
独自ドメインのECサイトでもサードパーティが提供するECプラットフォームやEC-CUBEなどのオープンソースソフトウェアを利用する場合があるほか、サイト内検索エンジンなどのソリューションは内外パートナーシップにより統合する。また、基幹システムやペイメントゲートウェイ（決済サービス） などとのデータ連係インタフェース開発を積極的に行い、システムの全体最適を図る。
amazon、楽天市場、Yahoo!ショッピングなど主要なオンラインショッピングモールでの店舗運営支援からデータ連係も行っている。オンラインショッピングモールでは、「商品詳細ページでの画像の見えかたよりも、検索一覧やランキングで見えるサムネイル画像を優先して、商品画像は作るべき」と言われており、ABテスタを用いた検証事例も公開されている。「オンラインで消費者の購買意欲を刺激し、商品を効果的に売り込むために、ECサイトにおける商品画像は重要なファクターとなっていることはデータでも裏付けられている」ということで、ABテスタと他社のツールも交えた実践方法も紹介されている が、勘に頼らずツールを用いてデータ駆動で改善を行うのも特徴である。

## 沿革
- 2018年（平成30年）2月 - 株式会社インフォプラス設立（東京都新宿区）
- 2018年（平成30年）7月 - 吸収分割により、ECサポート事業に関してインフォマークス株式会社が有する権利義務を承継
- 2019年（平成31年）4月 - 小倉唯プロデュース商品を発売する小学館集英社プロダクションのECサイト「kuumaA」を制作[5]
- 2020年（令和2年）2月 - 埼玉県下の小学校で卒業式の無償ライブ中継
- 2020年（令和2年）3月 - 新型コロナウイルス感染症拡大に伴い、特別採用選考を実施
- 2021年（令和3年）8月 - インクリメントＰの「住所クレンジングサービス」を大手家電グループ傘下のPC機器ECサイトに導入[6]

## 代表者の経歴
- 代表取締役社長 楡井 康哲 （にれい やすのり）

1994年（平成6年） - 九十九電機株式会社（現：株式会社ヤマダデンキ）に入社
2009年（平成21年） - コマースリンク株式会社（現：ニフティネクサス株式会社）に入社
2011年（平成23年） - インフォマークス株式会社に入社
2014年（平成27年） - ネットショップ担当者フォーラムで記事執筆
2018年（平成30年） - 株式会社インフォプラスを設立し、代表取締役に就任

## 事業所
- 本社 - 〒160-0022 東京都新宿区新宿1-6-8 北緯35.6885132度分秒 東経139.7080657度分秒
- 福岡オフィス - 〒815-0083 福岡県福岡市南区高宮2-3-4 北緯33.569898度分秒 東経130.4101455度分秒

## 製品・サービス
- ABテスタ for 楽天市場（開発：株式会社インフォプラス／販売：楽天グループ株式会社[8]）
- 運営代行.shop - ネットショップ専門のコンサルティング・制作代行サービス
- SALEリマインダ - Googleカレンダーを使った、ネットショップ用カレンダー
- Cross Commerce (クロコマ)]- 3D/2D名入れシミュレーター搭載[9]
- EC4U+（イーシーフォーユー） - "e-commerce for you."が商標の由来

## 業務提携企業
| 提携企業                     | 提携年             | 提携内容                                                                      |
| ---------------------------- | ------------------ | ----------------------------------------------------------------------------- |
| 楽天グループ株式会社         | 2018年（平成30年） | RMS Service Squareでサービス提供、楽天が開発支援や製品販売を行うRMSパートナー |
| ヤフー株式会社               | 2018年（平成30年） | Yahoo! JAPANコマースパートナー 認定パートナー                                 |
| ユニバーサルナレッジ株式会社 | 2020年（令和2年）  | UniSearch提携パートナー                                                       |
| ジオテクノロジーズ株式会社   | 2021年（令和3年）  | ジオプリディクション・パートナーエコシステム                                  |

## 主要取引先
- DINOS CORPORATION
- cotta
- アントステラ
- 青山商事
- ワークウェイ

- セシール
- 常磐ホテル
- 文藝春秋
- 小学館集英社プロダクション
- TBSグロウディア